# 4855 Tenpyou
4855 Tenpyou è un asteroide della fascia principale. Scoperto nel 1982, presenta un'orbita caratterizzata da un semiasse maggiore pari a 2,2325421 UA e da un'eccentricità di 0,1841316, inclinata di 4,75238° rispetto all'eclittica.